# Smultronbladskärare
Smultronbladskärare (Incurvaria praelatella) är en fjärilsart som först beskrevs av Michael Denis och Ignaz Schiffermüller 1775.  Smultronbladskärare ingår i släktet Incurvaria, och familjen bladskärarmalar. Arten är reproducerande i Sverige.

## Bildgalleri

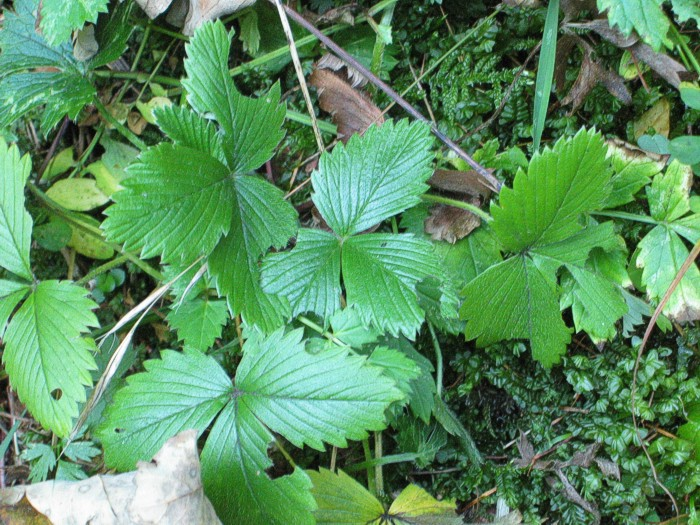